# Malus ioensis
Malus ioensis es una especie de árbol perteneciente a la familia de las rosáceas. Es originaria de los Estados Unidos. 

## Descripción
La variedad más común, Malus ioensis var. ioensis, se encuentra principalmente en las regiones de las praderas de la parte superior del valle del Misisipi. Otra variedad, Malus ioensis var. texana, se encuentra solo en una pequeña región del centro de Texas.
Malus ioensis puede alcanzar un tamaño de hasta 10 m de altura. Lleva flores blancas o rosadas en el verano y pequeñas bayas como manzanas en el otoño.

## Taxonomía
Malus ioensis fue descrita por (Alph.Wood) Britton y publicado en An Illustrated Flora of the Northern United States 2: 235. 1897.
Sinonimia
- Malus coronaria var. ioensis (Alph. Wood) C.K. Schneid.
- Malus coronaria subsp. ioensis (Alph. Wood) Likhonos
- Pyrus coronaria var. ioensis Alph. Wood
- Pyrus ioensis (Alph. Wood) L.H. Bailey[4]